# Ист Џермантаун (Индијана)
Ист Џермантаун (енгл. East Germantown) град је у америчкој савезној држави Индијана.

## Демографија
По попису из 2010. године број становника је 410, што је 167 (68,7%) становника више него 2000. године.
| Група             | 2000.       | 2010.       |
| Белци             | 241 (99,2%) | 400 (97,6%) |
| Афроамериканци    | 0 (0,0%)    | 1 (0,2%)    |
| Азијати           | 0 (0,0%)    | 1 (0,2%)    |
| Хиспаноамериканци | 2 (0,8%)    | 3 (0,7%)    |
| Укупно            | 243         | 410         |